# Komisja wyborcza

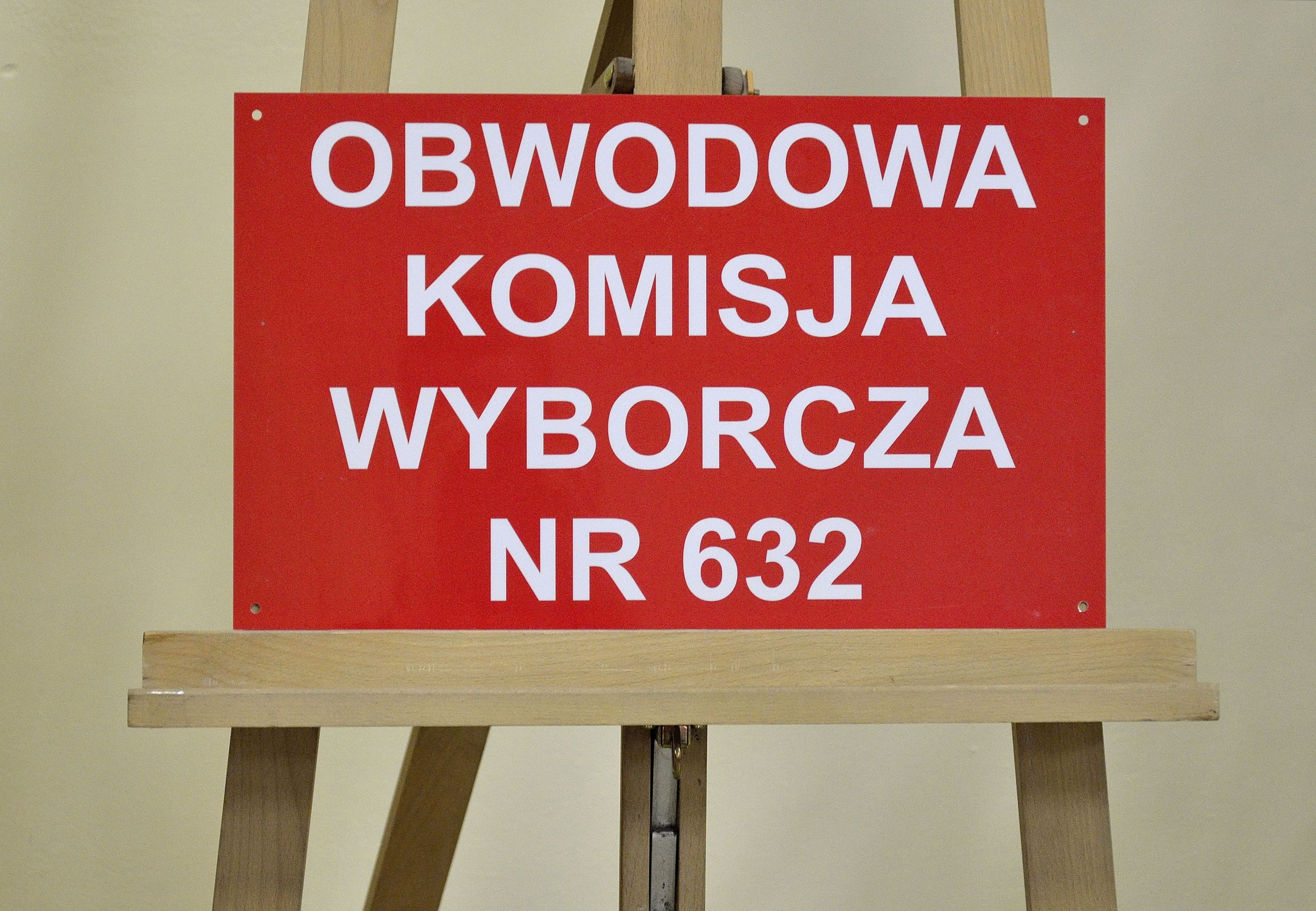
Tablica informacyjna w siedzibie Obwodowej Komisji Wyborczej nr 632 w Szkole Podstawowej nr 323 im. Polskich Olimpijczyków przy ul. Ludwika Hirszfelda 11 w Warszawie (2015)

Komisja wyborcza – kolegialny organ, odpowiedzialny za przygotowanie i przeprowadzenie wyborów oraz za nadzór nad samym aktem głosowania.
W Polsce stałym organem wyborczym jest Państwowa Komisja Wyborcza. Inne komisje wyborcze są powoływane dla wykonania określonych zadań:
- okręgowe komisje wyborcze w wyborach do Sejmu RP i do Senatu RP rejestrują kandydatów oraz ustalają wyniki głosowania i wyniki wyborów w okręgach wyborczych,
- okręgowe komisje wyborcze w wyborach Prezydenta RP ustalają wyniki głosowania na obszarze ich właściwości terytorialnej,
- terytorialne (gminne, miejskie, powiatowe, wojewódzkie oraz dzielnicowe) komisje wyborcze rejestrują kandydatów na radnych w wyborach samorządowych oraz ustalają wyniki wyborów; miejskie i gminne komisje przeprowadzają ponadto wybory wójta (burmistrza, prezydenta miasta),
- obwodowe komisje wyborcze organizują głosowanie i nadzorują jego przebieg.